# Kradzież czołgu w San Diego w 1995 roku
Szał czołgu w San Diego w 1995 roku (ang. 1995 San Diego tank rampage) - kradzież czołgu M60A3 ze zbrojowni Gwardii Narodowej w San Diego, której dokonał 17 maja 1995 roku były wojskowy oraz mieszkaniec tego miasta Shawn Nelson.    

## Sprawca
Shawn Timothy Nelson (ur. 21 sierpnia 1959 roku w Kalifornii) był drugim z trzech synów Betty i Freda Nelsonów. Uczęszczał do James Madison High School. Dorastał w Clairemont w San Diego, później poślubił Suzy Hellman w 1984 roku. 
Od 1978 roku Nelson służył w United States Army, gdzie również stacjonował w Niemczech jako dowódca czołgu. Został wyrzucony z armii w 1980 roku z powodu "wieloaspektowych problemów dyscyplinarnych". 
Po karierze wojskowego zaczął pracować w branży hydraulicznej, finalnie otwierając dobrze prosperującą firmę w 1991 roku. 
W 1990 roku wylądował w Sharp Memorial Hospital. Po pobycie pozwał szpital za bójkę z udziałem ochroniarza. W 1992 roku ponownie pozwał szpital za "błąd w sztuce lekarskiej", co doprowadziło do śmierci jego matki. W 1993 roku wszystkie pozwy zostały oddalone. 
W Clairemont Nelson był znany z nietypowego zachowania, w tym koszenia trawnika w godzinach nocnych czy poszukiwania złota w przydomowym ogródku (wykopał dół na głębokość 6,1 metra). W latach 1994–1995 policja otrzymywała wezwania do jego domu dziewięciokrotnie z powodów przemocy domowej czy kradzieży furgonetki. 
Nelson zmagał się z uzależnieniem od alkoholu i metamfetaminy, co było przyczyną odejścia od niego żony w 1991 roku. Furgonetka Nelsona i narzędzia hydrauliczne zostały skradzione w czerwcu 1994 roku, a jego firma hydrauliczna upadła. W maju 1995 roku Nelson miał „historię problemów zdrowotnych”, w tym złamanie kręgosłupa spowodowane wypadkiem motocyklowym. Był bezrobotny, a jego dom został zajęty. 
Nelson złożył „oświadczenia nawiązujące do samobójstwa”.

## Zbrojownia
Zbrojownia Gwardii Narodowej Kalifornii na 32.800612° N 117,161560 ° W była otoczona prawie dwuipółmetrowym (2,4 m) ogrodzeniem z siatki, zwieńczonym trzema biegami drutu kolczastego. Personel zbrojowni zwykle wychodził o godzinie 18:00. 

## Kradzież czołgu i zniszczenia
Wieczorem, 17 maja bramy zbrojowni były niezabezpieczone, ponieważ feralnego dnia pracował do późnych godzin wieczornych. Nelson nie został zatrzymany o godzinie 18:30, kiedy to wjechał na teren zbrojowni. Był bez koszuli a jego włosy pozostawały w nieładzie. Zanim uruchomił czołg M60A3, to wyłamał kłódki na trzech innych czołgach. Nelson rozbił bramę zbrojowni i wyjechał na teren miasta około godziny 18:45.
Nelson przejechał czołgiem przez dzielnice mieszkalne San Diego, gdzie mieszkańcy opisali zniszczenie jako celowe. Na dystansie 9,7 km zniszczył sygnalizację świetlną, przystanek autobusowy, czterdzieści samochodów — oraz rozbił hydranty przeciwpożarowe i słupy elektryczne, czym doprowadził do zakłóceń w dostawach prądu w około 5 tysiącach gospodarstw domowych. Nelson podczas 25-minutowego rajdu nie doprowadził do żadnych obrażeń wśród ludności. 
Departament Policji San Diego (SDPD) dowiedział się o incydencie około godziny 18:46, kiedy detektyw zgłosił, że śledzi Nelsona. Jednostki SDPD zostały skierowane do przechwycenia czołgu, a Droga Stanowa 163(SR 163) została zamknięta. 

## Śmierć
Po wjechaniu na SR163, Nelson uderzył czołgiem w barierę drogową w pobliżu Sharp Memorial Hospital. Uderzenie spowodowało uszkodzenie jednej z gąsienic czołgu. Czterech oficerów SDPD weszło na pokład czołgu i otworzyło właz za pomocą nożyc do śrub. Nelson odmówił poddania się i próbował wyprzeć policję, obracając czołg.
Nie mając uzbrojenia zdolnego do przebicia pancerza i nie mając pewności, czy Nelson jest uzbrojony, policja go zastrzeliła. Dwa dni po incydencie Los Angeles Times poinformował, że Nelson został postrzelony w prawe ramię. Osiemnaście dni po wydarzeniu, People opublikował, że Nelson został postrzelony w lewe ramię, a pocisk zabił go natychmiast. Sharp Memorial Hospital oświadczył, że Nelson zmarł w wyniku „rany postrzałowej”.

## Następstwa
Przyjaciele Nelsona skrytykowali strzelaninę, mówiąc, że policja powinna była użyć gazu łzawiącego lub wykorzystać negocjatora. 
Sąd uznał, że kalifornijska Gwardia Narodowa dopuściła się zaniedbania, a zatem ponosi odpowiedzialność. Stan wypłacił łącznie 149 201 USD (równowartość 257 786 USD w 2021 r.).
W następnych latach niewykrycie motywów, którymi kierował się Nelson doprowadziło do pojawiania się teorii spiskowych.

### Gwardia narodowa
Zaraz po wydarzeniach w San Diego Gwardia Narodowa planowała wysłać dwa dodatkowe czołgi, aby pomóc w manewrowaniu uszkodzonym czołgiem na ciężarówkę z platformą.
Straż potwierdziła, że pojazdy wjeżdżające na teren zbrojowni nie były sprawdzane (pomimo wzmożonej ochrony po niedawnym zamachu bombowym w Oklahoma City).
Do listopada 1996 roku Gwardia Narodowa poprawiła bezpieczeństwo i świadomość personelu w swoich zbrojowniach i przeniosła wszystkie swoje czołgi na tereny innych poligonów.